# Val-Fouzon
Pour les articles homonymes, voir Val et Fouzon (homonymie).
Val-Fouzon est une commune nouvelle française située dans le département de l'Indre, en région Centre-Val de Loire.
La commune fut créée le 1er janvier 2016 par regroupement des trois anciennes communes de Parpecay, Sainte-Cécile et Varennes-sur-Fouzon.

## Géographie

### Localisation
La commune est située dans le nord du département, dans la région naturelle du Boischaut Nord.
Les communes limitrophes sont : Menetou-sur-Nahon (3 km), Fontguenand (5 km), Sembleçay (6 km), La Vernelle (6 km), Chabris (6 km), Valençay (7 km), Poulaines (8 km) et Saint-Christophe-en-Bazelle (8 km).
Les communes chefs-lieux et préfectorales sont : Valençay (7 km), Issoudun (41 km), Châteauroux (45 km), La Châtre (76 km) et Le Blanc (76 km).

### Hameaux et lieux-dits
Les hameaux et lieux-dits de la commune sont : Malakoff, la Borde, les Barres, Montry, les Effes, l'Épinat, Gatinette, Ray, Préblame, les Gouards, Bois Gaché, Bois Bernier, Crevant, Villetray, le Grand Riau, le Petit Riau, Beauvais, les Quenêts, la Racaudière et les Riaux.

### Géologie et hydrographie
La commune est classée en zone de sismicité 2, correspondant à une sismicité faible.
Le territoire communal est arrosé par les rivières Fouzon, Nahon et Renon. Les confluents de ces trois cours d'eau sont sur le territoire de la commune à proximité de Parpeçay.

### Climat
Pour des articles plus généraux, voir Climat du Centre-Val de Loire et Climat de l'Indre.
En 2010, le climat de la commune est de type climat océanique dégradé des plaines du Centre et du Nord, selon une étude du CNRS s'appuyant sur une série de données couvrant la période 1971-2000. En 2020, Météo-France publie une typologie des climats de la France métropolitaine dans laquelle la commune est exposée à un climat océanique altéré et est dans la région climatique Centre et contreforts nord du Massif Central, caractérisée par un air sec en été et un bon ensoleillement.
Pour la période 1971-2000, la température annuelle moyenne est de 11,6 °C, avec une amplitude thermique annuelle de 15,1 °C. Le cumul annuel moyen de précipitations est de 670 mm, avec 10,5 jours de précipitations en janvier et 6,6 jours en juillet. Pour la période 1991-2020, la température moyenne annuelle observée sur la station météorologique de Météo-France la plus proche, sur la commune de Poulaines à 8 km à vol d'oiseau, est de 12,3 °C et le cumul annuel moyen de précipitations est de 696,1 mm,. Pour l'avenir, les paramètres climatiques de la commune estimés pour 2050 selon différents scénarios d'émission de gaz à effet de serre sont consultables sur un site dédié publié par Météo-France en novembre 2022.

### Voies de communication et transports
Le territoire communal est desservi par les routes départementales : 4, 4A, 13, 15, 25, 25B, 52, 57, 57A, 57B et 127.
La ligne de Salbris au Blanc passe par le territoire communal, une gare dessert la commune. L'autre gare ferroviaire la plus proche est la gare de Gièvres (9 km), sur les lignes de Salbris au Blanc et de Vierzon à Saint-Pierre-des-Corps.
Val-Fouzon est desservie par la ligne B du Réseau de mobilité interurbaine.
L'aéroport le plus proche est l'aéroport de Châteauroux-Centre, à 46 km.
Le territoire communal est traversé par le sentier de grande randonnée de pays de Valençay.

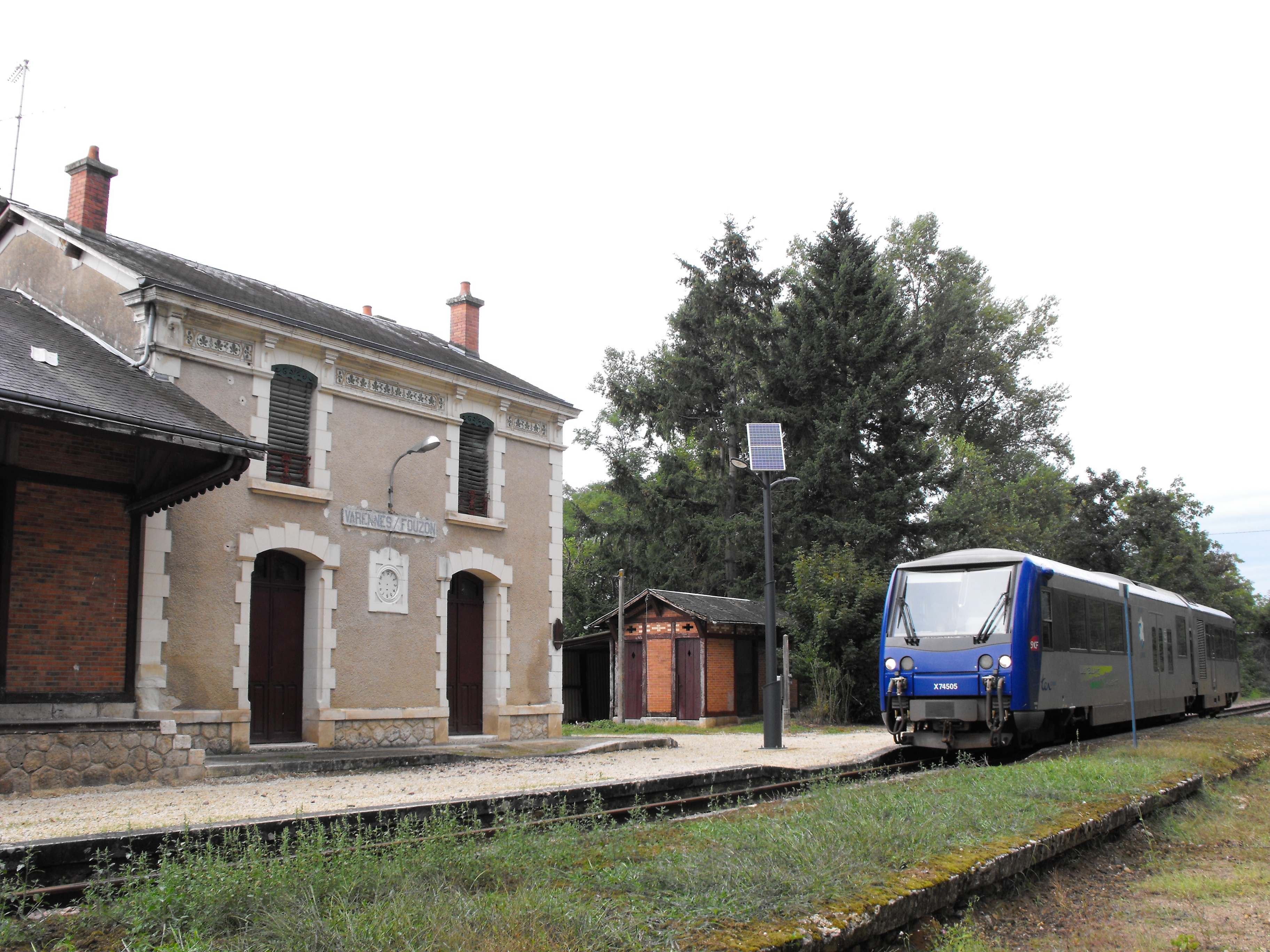
La gare de Varennes-sur-Fouzon en 2014.

## Urbanisme

### Typologie
Au 1er janvier 2024, Val-Fouzon est catégorisée commune rurale à habitat dispersé, selon la nouvelle grille communale de densité à sept niveaux définie par l'Insee en 2022.
Elle est située hors unité urbaine et hors attraction des villes,.

### Logement
Le tableau ci-dessous présente le détail du secteur des logements de la commune :
| Date du relevé                                              | 2013   |
| Nombre total de logements                                   | 687    |
| Résidences principales                                      | 62,5 % |
| Résidences secondaires                                      | 28,1 % |
| Logements vacants                                           | 9,4 %  |
| Part des ménages propriétaires de leur résidence principale | 77,1 % |

### Risques majeurs
Le territoire de la commune de Val-Fouzon est vulnérable à différents aléas naturels : météorologiques (tempête, orage, neige, grand froid, canicule ou sécheresse), feux de forêts, mouvements de terrains et séisme (sismicité faible). Un site publié par le BRGM permet d'évaluer simplement et rapidement les risques d'un bien localisé soit par son adresse soit par le numéro de sa parcelle.
Pour anticiper une remontée des risques de feux de forêt et de végétation vers le nord de la France en lien avec le dérèglement climatique, les services de l’État en région Centre-Val de Loire (DREAL, DRAAF, DDT) avec les SDIS ont réalisé en 2021 un atlas régional du risque de feux de forêt, permettant d’améliorer la connaissance sur les massifs les plus exposés. La commune, étant pour partie dans les massifs de Gâtine et d'Orville, est classée au niveau de risque 4, sur une échelle qui en comporte quatre (1 étant le niveau maximal).

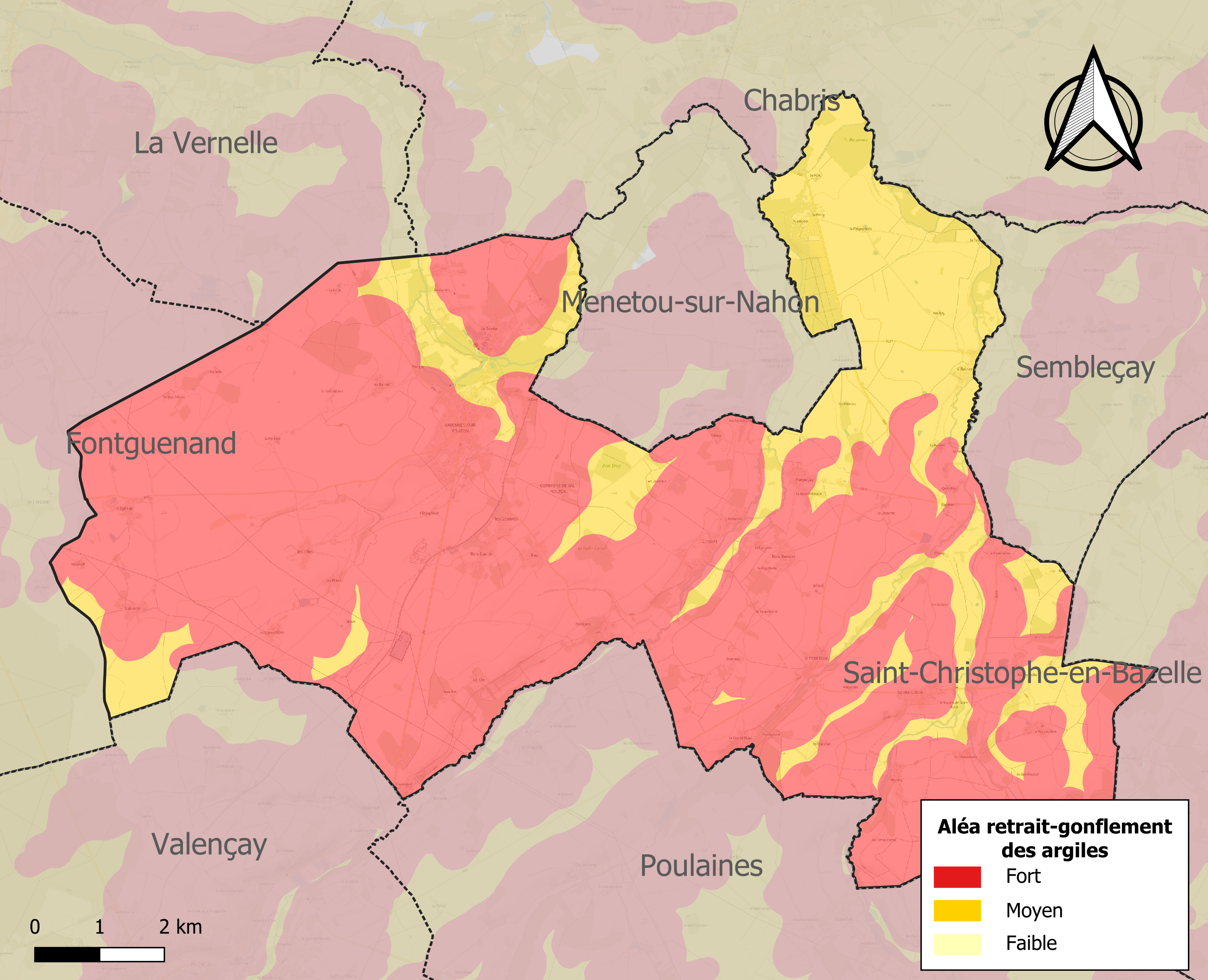
Carte des zones d'aléa retrait-gonflement des sols argileux de Val-Fouzon.

Les mouvements de terrains susceptibles de se produire sur la commune sont des tassements différentiels.
Le retrait-gonflement des sols argileux est susceptible d'engendrer des dommages importants aux bâtiments en cas d’alternance de périodes de sécheresse et de pluie. La totalité de la commune est en aléa moyen ou fort (84,7 % au niveau départemental et 48,5 % au niveau national). Sur les 713 bâtiments dénombrés sur la commune en 2019, 713 sont en aléa moyen ou fort, soit 100 %, à comparer aux 86 % au niveau départemental et 54 % au niveau national. Une cartographie de l'exposition du territoire national au retrait gonflement des sols argileux est disponible sur le site du BRGM,.
Concernant les mouvements de terrains, la commune a été reconnue en état de catastrophe naturelle au titre des dommages causés par la sécheresse en 1988, 1989, 1991, 1992, 1993, 1994, 1996, 1998 et 2011 et par des mouvements de terrain en 1983 et 1999.

## Histoire
Le 16 juillet 1735, un orage faisant tomber de la grêle presque toute la journée fait beaucoup de dégâts sur les blés. Un orage similaire le 21 septembre 1735 fait beaucoup de dégâts sur les vignes.
Créée par un arrêté préfectoral du 1er décembre 2015, elle est issue du regroupement des trois communes de Parpeçay, Sainte-Cécile et Varennes-sur-Fouzon, qui sont devenues des communes déléguées. Son chef-lieu est fixé à Varennes-sur-Fouzon.

## Politique et administration
La commune dépend de l'arrondissement d'Issoudun, du canton de Valençay, de la deuxième circonscription de l'Indre et de la communauté de communes Chabris - Pays de Bazelle.
En plus de la communauté de communes Chabris - Pays de Bazelle, Val-Fouzon participe aux Établissements publics de coopération intercommunale (EPCI) suivants :
- le Syndicat départemental des énergies de l'Indre (un syndicat mixte ouvert (SMO)) ;
- SIVU des eaux de Bazelles ;
- SIVU d'assainissement du Nahon et de la Céphons ;
- SIVU d'assainissement de la vallée du Renon ;
- SIVU d'assainissement de la vallée du Fouzon ;
- Syndicat mixte de gestion et assainissement autonome de l'Indre ;
- Syndicat mixte du pays de Valençay[1].

Elle dispose d'une agence postale communale et d'un centre de première intervention.
Jusqu'aux prochaines élections municipales de 2020, le conseil municipal de la nouvelle commune est constitué de l'ensemble des conseillers municipaux des anciennes communes.
| Période      | Période  | Identité          | Étiquette | Qualité                                                               |
| ------------ | -------- | ----------------- | --------- | --------------------------------------------------------------------- |
| janvier 2016 | En cours | Philippe Jourdain | LR        | Agent et promoteur Immobilier, président de la Communauté de communes |

| Nom                         | Code Insee | Intercommunalité             | Superficie (km2) | Population (dernière pop. légale) | Densité (hab./km2) |
| --------------------------- | ---------- | ---------------------------- | ---------------- | --------------------------------- | ------------------ |
| Varennes-sur-Fouzon (siège) | 36229      | CC Chabris - Pays de Bazelle | 22,85            | 709 (2013)                        | 31                 |
| Parpeçay                    | 36151      | CC Chabris - Pays de Bazelle | 14,55            | 224 (2013)                        | 15                 |
| Sainte-Cécile               | 36183      | CC Chabris - Pays de Bazelle | 9,50             | 96 (2013)                         | 10                 |

## Population et société

### Démographie
L'évolution du nombre d'habitants est connue à travers les recensements de la population effectués dans la commune depuis sa création.

En 2022, la commune comptait 944 habitants, en évolution de −6,72 % par rapport à 2016 (Indre : −3 %, France hors Mayotte : +2,11 %).
| 2014  | 2019 | 2022 |
| ----- | ---- | ---- |
| 1 016 | 957  | 944  |

### Enseignement
La commune dépend de la circonscription académique d'Issoudun.

### Médias
La commune est couverte par les médias suivants : La Nouvelle République du Centre-Ouest, Le Berry républicain, L'Écho - La Marseillaise, La Bouinotte, Le Petit Berrichon, France 3 Centre-Val de Loire, Berry Issoudun Première, Vibration, Forum, France Bleu Berry et RCF en Berry.

## Économie
La commune se situe dans la zone d’emploi de Romorantin-Lanthenay et dans le bassin de vie de Chabris.
La commune se trouve dans l'aire géographique et dans la zone de production du lait, de fabrication et d'affinage du fromage Valençay.
La laiterie de Varennes (groupe Laiterie de Saint-Denis-de-l'Hôtel), joue un rôle important dans l'économie de la commune.
La viticulture est l'une des activités de la commune, qui se trouve dans la zone couverte par l'AOC valençay.

## Culture locale et patrimoine

### Lieux et monuments
- Château de Campoix à Parpeçay
- Château de l’Épinat
- Château Poséidon à Varennes-sur-Fouzon
- Église et monument aux morts de Parpeçay
- Église et monument aux morts de Sainte-Cécile
- Église Saint Lignace et monument aux morts de Varennes-sur-Fouzon
- Gare de Varennes-sur-Fouzon